# Park Narodowy Soomaa
Park Narodowy Soomaa (est. Soomaa rahvuspark) – park narodowy w Estonii, w prowincjach Viljandimaa i Parnawa.

## Opis
Park Narodowy Soomaa został założony w 1993 roku z połączenia istniejących tu wcześniej obszarów chronionych – rezerwatu utworzonego w 1957 roku oraz torfowisk Kikerpera, Öördi, Kuresoo i Valgeraba objętych ochroną w roku 1981. W 2005 roku dołączono torfowisko Riisa. Od 1989 roku park jest ostoją ptaków IBA, a w 1997 roku został wpisany na listę konwencji ramsarskiej. Od 2004 roku park należy do sieci obszarów objętych ochroną przyrody na terytorium Unii Europejskiej – Natura 2000.
Park obejmuje ochroną powierzchnię 398,84 km² terenów torfowisk (51%), łąk zalewowych (5%) i lasów (44%). Charakterystyczne dla krajobrazu Soomaa są obszary bagienne poprzecinane niewielkimi rzekami. Tereny parku są systematycznie zalewane – coroczny okres powodzi nazywany jest przez miejscową ludność „piątą porą roku”.
Na terenie parku znajduje się najwyższa wydma śródlądowa w Estonii o wysokości względnej 11 m.

## Flora i fauna
Z ciekawszych, rzadziej spotykanych gatunków roślin rosną tu m.in. mieczyk dachówkowaty, rutewka wąskolistna i kosaciec syberyjski.
Na terenie parku występują m.in. wilk szary, niedźwiedź brunatny, ryś euroazjatycki, orlik krzykliwy, głuszec zwyczajny, bekas dubelt, bocian czarny.
Torfowiska są siedliskiem dla wielu gatunków chronionych, m.in. orła przedniego. Ponadto występują tu żuraw zwyczajny, siewka złota i bekasik. Jesienią zatrzymują się tu migrujące perkozy rogate i pustułki zwyczajne.
Na terenach podmokłych żyją bobry, wydry i norki. W wodach parku odnotowano 17 gatunków ryb, m.in. szczupaki, płocie, ukleje i okonie.